# Caprari (azienda)
La Caprari S.p.A . è una società italiana che opera nel settore industriale, in particolare nella produzione di pompe ed elettropompe centrifughe.

## Storia
La Caprari,  fondata a Rolo nel 1945 da Amadio Caprari, è un gruppo che si occupa di progettazione, costruzione e distribuzione di pompe ed elettropompe centrifughe e di soluzioni per la gestione del ciclo integrato dell'acqua e per vari settori dell'industria, quali la produzione dell'energia, il petrolio e gas e l'industria mineraria. 
Il Gruppo Caprari ha la sua sede principale a Modena, realizzata dall'architetto Vinicio Vecchi, e possiede altri due stabilimenti produttivi (uno sito a Rubiera, l'altro a Konya) e opera a livello mondiale attraverso le sue filiali.
Nel 2018 viene premiata all'EIMA International per l'elettropompa sommergibile K+ ENERGY.
Nel 2021 il più grande fondo europeo di private equity, Ambienta SGR S.p.A., ha rilevato il 70% dell'azienda.